# Brice Marden

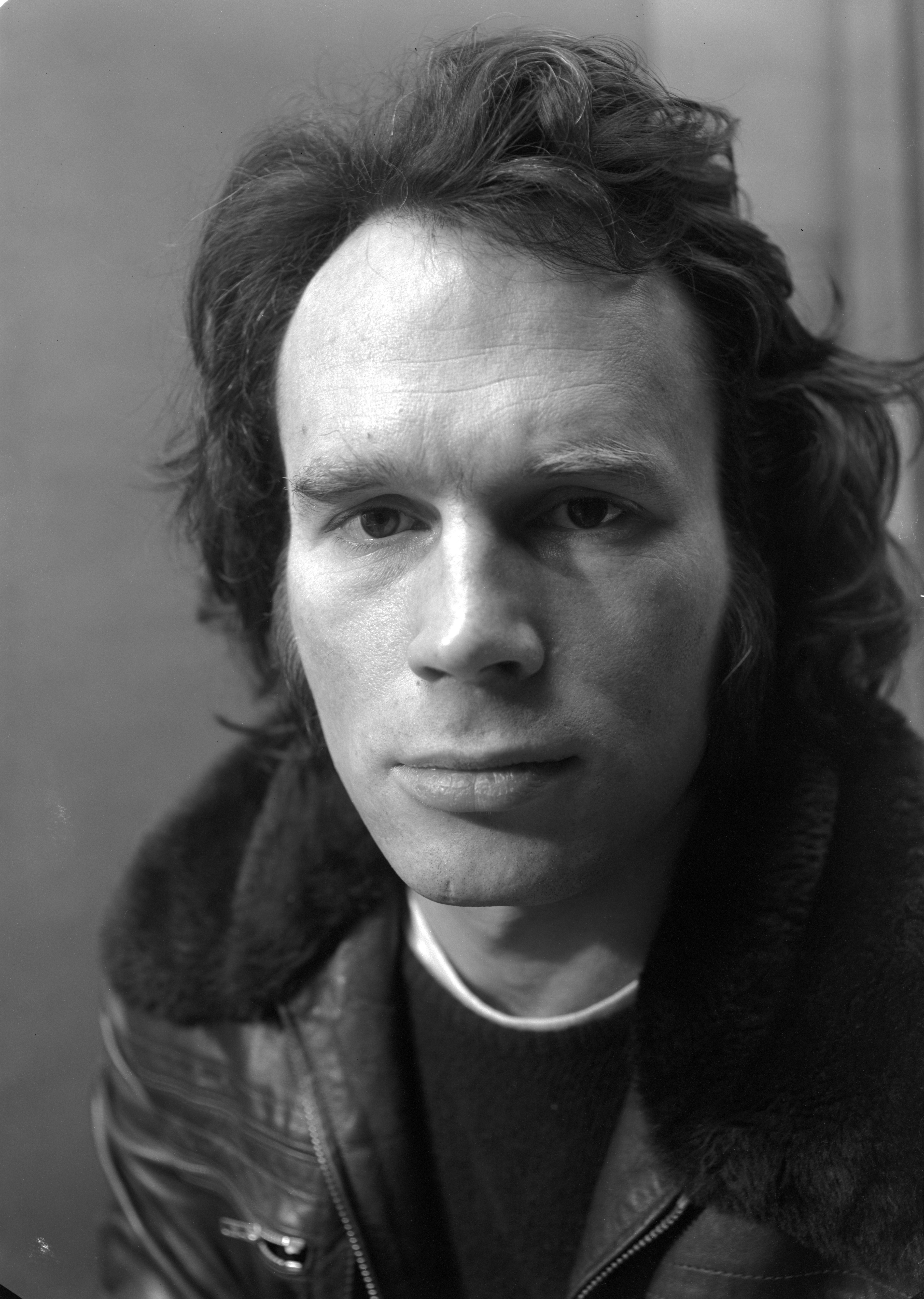
Brice Marden, 1975

Brice Marden (* 15. Oktober 1938 in Bronxville, New York; † 9. August 2023 in Tivoli, New York) war ein US-amerikanischer Künstler. Häufig wird er als Vertreter des Minimalismus eingeordnet, obwohl sein Werk nicht ausschließlich dieser Strömung zugerechnet werden kann.

## Leben
Marden wuchs in Briarcliff Manor im Staat New York auf. Von 1956 bis 1958 besuchte er das Florida Southern College in Lakeland, daraufhin bis 1961 die Boston University School of Fine and Applied Arts, an der im selben Jahr den Bachelor of Fine Arts erhielt. 1961 studierte er für kurze Zeit an der Yale University Summer School of Music and Arts in Norfolk, Connecticut, wo er Chuck Close, Richard Serra und Nancy Graves kennenlernt.
Am 20. August 1960 heiratete Brice Marden Pauline Baez, die Schwester der Sängerin Joan Baez. 1963 beendete er sein 1961 begonnenes Studium an der Yale University of Art and Architecture mit dem Master of Arts und zog mit seiner Frau und dem am 23. März 1961 geborenen Sohn Nicholas Brice Marden II nach New York an die Lower East Side. Nach seiner Scheidung von Pauline Baez im Jahre 1964 heiratete er am 7. November 1969 die Malerin Helen Harrington, mit der er 1971 erstmals die griechische Insel Hydra besuchte, auf die er sich den Sommer über ab 1973 regelmäßig zurückzog. Die dort gesammelten Eindrücke fanden in seinem Werk einen spürbaren Niederschlag (z. B. Souvenir de Grèce, Arbeiten auf Papier, 1974–1996). Am 15. November 1978 wurde die Tochter Maya Mirabelle Zahara Marden und am 24. Juni 1980 die Tochter Melia Io Bricia Marden geboren.
Marden starb am 9. August 2023 im Alter von 84 Jahren in Tivoli.

## Werk
Als Aufseher im Jewish Museum in New York konnte er sich intensiv mit dem Werk von Jasper Johns auseinandersetzen, das in einer Retrospektive 1964 dort ausgestellt wurde. In dieser Zeit begann er, seine monochromatischen Bilder zu malen, die zunächst nur aus je einem Panel bestanden. Es folgte seine erste Einzelausstellung in der Galerie Wilcox in Swarthmore. Während eines Aufenthaltes in Paris im folgenden Jahr begann er grafisch zu arbeiten. Hier beschäftigte er sich auch mit den Arbeiten Alberto Giacomettis und Jean Fautriers.
Ab dem Herbst 1966 arbeitete er als Assistent für Robert Rauschenberg in New York und hatte seine erste New Yorker Einzelausstellung in der Bykert Gallery. Hier zeigte er erstmals seine Wachsbilder, die er mit einer speziellen Farbe, aus Ölfarbe und Bienenwachs bestehend, malte. 1968 fing Marden an, Bilder aus mehreren Paneelen zusammenzusetzen.
Eine Reise nach Thailand, Sri Lanka und Indien 1983 begeisterte Marden von der asiatischen Kultur, Kunst und Landschaft. Er bezog daraufhin viele Elemente dieser Kultur in seine Arbeiten mit ein (Shell Drawings, 1985–87). Ein Besuch einer Ausstellung japanischer Kalligrafien 1984 weckte sein Interesse an dieser Kunst, die einen bestimmenden Einfluss auf sein jüngeres Schaffen übte. Ein Beispiel dafür ist sein 180 × 83 cm großes Ölgemälde aus den Jahren 1995/96 Tang Dancer, das heute (2011) in einer Privatsammlung hängt, oder auch sein Ölgemälde Untitled # 1 aus dem Jahr 1986 im Format 183 × 147 cm, welches heute (2012) in der Daros Collection in Zürich hängt.
2000 begann Marden die Arbeit an seinem ambitioniertesten Gemälde, The Propitious Garden of Plane Image.
Marden nahm an zahlreichen Gruppenausstellungen teil (u. a. 1972 an der Documenta 5 in Kassel) und wurde bereits in mehreren Einzelausstellungen und Retrospektiven gewürdigt, zuerst mit seiner Retrospektive 1975 im Solomon R. Guggenheim Museum in New York. Im Oktober 2006 eröffnete im Museum of Modern Art, New York, die Ausstellung Brice Marden: A Retrospective of Paintings and Drawings, die im Frühjahr 2007 auch im San Francisco Museum of Modern Art gezeigt wurde und im Herbst 2007 im Hamburger Bahnhof – Museum für Gegenwart in Berlin zu sehen war. Deutschlands Kunstkritiker haben diese Ausstellung zur „Ausstellung des Jahres 2007“ gekürt.

## Auszeichnungen und Ehrungen
- 1969–74: Lehrauftrag an der School of Visual Arts, New York.
- 1994: Wahl zum Mitglied (NA) der National Academy of Design, New York.[2]
- 1998: Wahl zum Mitglied American Academy of Arts and Letters
- 2004: Alexej-von-Jawlensky-Preis der Landeshauptstadt Wiesbaden.
- 2004: Wahl zum Mitglied American Academy of Arts and Sciences